# Alphonse Féry d'Esclands
Camille-Joseph-Alphonse-Charles Féry d'Esclands (Saint-Denis (Riunione), 6 giugno 1835 – Neuville-lès-Dieppe, 30 agosto 1909) è stato un magistrato, sportivo, militare e nobile francese.
Fu il primo presidente della sezione francese degli Avvocati di San Pietro.

## Biografia

### La carriera

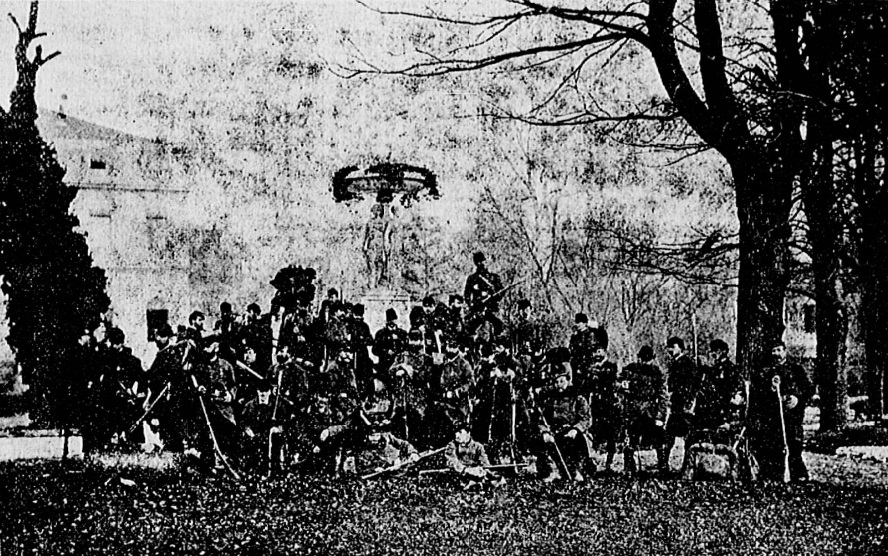
Fotografia dei Tirailleurs-eclaireurs de la Seine comandati da Féry d'Escalads all'assedio di Parigi nel 1870

Nato in una famiglia dedita alla professione notarile, Alphonse si laureò in giurisprudenza in Francia e divenne ben presto impiegato presso il Ministero delle Finanze dal 1855. Nel 1862 entrò a far parte della Corte dei Conti come revisore dei conti, divenendone consigliere referendario nel 1867. Successivamente sarà nominato consigliere generale (1880) e poi consigliere-maestro (1882) di questa stessa istituzione.
Volontario durante la guerra franco-prussiana del 1870, Alphonse Féry d'Esclands ebbe il compito di organizzare personalmente il corpo di scout parigini fondato dal barone Victor Travot. Col grado di capitano, comandò questa compagnia che comprendeva in tutto una sessantina di uomini, tra cui personaggi di spicco come Alphonse Milne-Edwards, Albert Geoffroy Saint-Hilaire e Pierre-Amédée Pichot. Posti agli ordini del contrammiraglio Alphonse Fleuriot de Langle sino al gennaio 1871, i fucilieri-scout della Senna effettuarono principalmente missioni di ricognizione in diverse località della capitale mentre questa si trovava sotto assedio. Come riservista, Féry d'Esclands comandò il 44º reggimento di fanteria territoriale dal 1875 e poi, sino al 1887, il 140º reggimento di fanteria territoriale, raggiungendo il grado di tenente colonnello .
Il suo servizio militare volontario e la buona riuscita dei compiti assegnatigli, valsero a Féry d'Esclands il titolo di cavaliere della Legion d'Onore (1871), ordine nel quale venne promosso ufficiale (1887) e poi commendatore (1907).

### Un uomo dai molteplici interessi

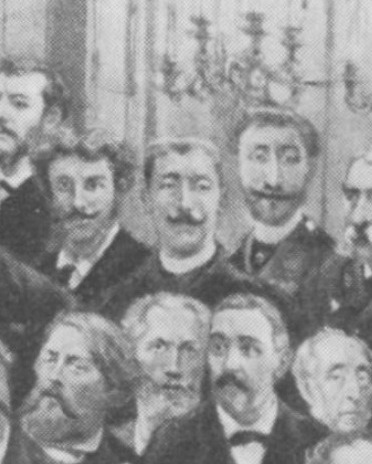
Féry d'Esclands (al centro) assiste ad un combattimento di scherma (dettaglio di un dipinto di Frédéric Régamey)

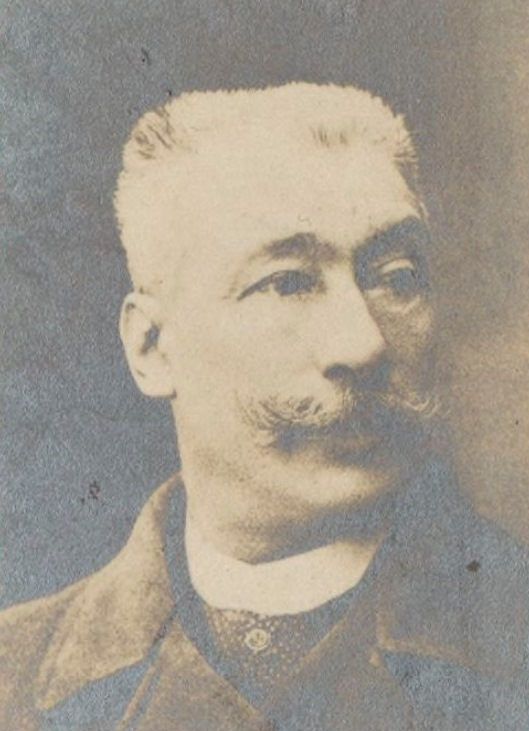
Alphonse Féry d'Esclands in una fotografia del 1889

Uno dei motivi per cui Féry d'Escalands è meglio noto al grande pubblico, ad ogni modo, è il suo impegno come sportivo nella pratica della boxe, degli scacchi e della scherma, attività quest'ultima nella quale eccelse in maniera particolare venendo spesso chiamato a dirimere duelli e ad arbitrare in casi contenziosi, motivi che lo spinsero a comporre un'opera divenuta poi di riferimento sull'argomento assieme all'amico principe Georges Bibesco (Conseils pour les duels à l'épée, au fleuret, au sabre et au pistolet, Parigi, Lemerre, 1900). Presidente effettivo e onorario di diverse società e istituzioni sportive (L'Estocade, l'École d'escrime française, Boxing club de France tra gli altri), fu il fondatore di una competizione di scherma, il "Premio Féry d'Esclands" che si tenne per la prima volta nel 1887. L'anno successivo venne nominato Ispettore Generale dell'insegnamento della ginnastica e degli esercizi militari nelle scuole primarie e secondarie di Francia. Venne nominato ufficiale dell'Ordine delle Palme accademiche nel 1876.
Appassionato di caccia, interessato alla viticoltura ma anche al pollame e all'allevamento di cavalli, Féry d'Esclands presiedette la Société protectrice des animaux tra il 1881 ed il 1885. Nello stesso anno acquisì la gestione della tenuta viticola del castello di Paillet in Gironda. Tali attività gli valsero la distinzione di commendatore dell'Ordine al merito agricolo nel 1903.
Membro fondatore della Ligue des patriotes (LDP), Féry d'Esclands ne venne eletto vicepresidente, insieme ad Alfred Mézières e ad Henri Marmottan nel maggio del 1885. Nel dicembre del 1887, pochi mesi dopo aver rassegnato le dimissioni dall'incarico per dedicarsi completamente al suo impegno presso la Corte dei Conti, venne eletto presidente della medesima Ligue des patriotes. L'organizzazione stava all'epoca attraversando un pessimo periodo per via di una crisi interna dettata dal boulangismo professato da Paul Déroulède e per questo, pur essendo neutralmente politico e persona reputata di notevole saggezza ed onorabilità, Féry d'Esclands non riuscì ad impedire la scissione nella Ligue des patriotes dalla quale per l'appunto si distaccarono ben presto gli anti-boulangisti che andarono a fondare l'Union patriotique de France. Nel maggio del 1888, Déroulède venne reintegrato come presidente.
Sostenitore dell'alleanza con la Russia, Féry d'Esclands divenne presidente della Société des amis de la Russie nel 1889 e come tale fu ricevuto dallo zar Alessandro III di Russia a San Pietroburgo nel 1892.
Fervente cattolico, Féry d'Esclands presiedette dal 1895 il ramo francese degli Avvocati di San Pietro. Con atto datato 31 marzo 1898, papa Leone XIII lo insignì del titolo di duca romano, titolo della nobiltà pontificia, ereditario ed in primogenitura. In precedenza aveva il titolo di conte.
Il duca Féry d'Esclands morì nel 1909 nel suo chalet des Mouettes presso Neuville-lès-Dieppe. il 4 settembre, dopo le esequie celebrate nella chiesa di Notre-Dame du Pollet, il suo corpo venne trasportato in Gironda e sepolto nella tomba di famiglia a Rions.

## Matrimonio e figli
Nel 1866 Alphonse Féry d'Esclands sposò Marianne-Jérômine-Eugénie de Casabianca, figlia di François-Xavier Joseph de Casabianca, senatore e pubblico ministero francese presso la Corte dei Conti, del quale Alphonse era da poco divenuto segretario privato. Il ministro Louis Henri Armand Béhic ed il duca di Montebello furono testimoni alle sue nozze, mentre per la moglie presenziarono il maresciallo François Certain de Canrobert ed il senatore Ernest de Royer, primo presidente della Corte dei Conti di Francia. La cerimonia religiosa venne celebrata nella cappella del senato dall'abate Gaspard Deguerry, parroco della Chiesa della Madeleine. La coppia ebbe in tutto tre figli:
- Élie-François-Xavier (1867-1912), tenente di fanteria, marito di Angèle de Dampierre
- Louise-Eugénie-Caroline (1873-1956), figlioccia dell'ex imperatrice Eugenia e dell'ex principe imperiale, moglie di Armand-Marie-Joseph Soucanye, barone di Landevoisin, sindaco di Daon, nipote del colonnello Armand-René Soucanye de Landevoisin
- Paul-Michel-Charles (1875-1969), dottore in giurisprudenza

## Araldica
| Stemma | Descrizione                                 | Blasonatura                                                                                        |
|        | Alphonse Féry d'Esclands Conte              | Di rosso alla crocetta d'argento, al capo d'azzurro caricato di tre stelle d'oro. Corona da conte. |
|        | Alphonse Féry d'Esclands Duca romano (1898) | Di rosso alla crocetta d'argento, al capo d'azzurro caricato di tre stelle d'oro. Corona da duca.  |